# Kanbo
Kanbo (en francès i oficialment Cambo-les-Bains) és un municipi d'Iparralde al territori de Lapurdi, que pertany administrativament al departament dels Pirineus Atlàntics (regió de la Nova Aquitània).
Kanbo és coneguda pel seu suau clima i per l'estació termal que permeten activitats per al tractament de diverses malalties. Hi ha un museu dedicat a Edmond Rostand, autor de Cyrano de Bergerac, al palauet on va arribar a residir. És també la vila on van morir Isaac Albéniz, compositor català del segle xix i Sebastián Durón, músic castellà del segle xviii. El riu Niva, afluent de l'Ador, recorre la comuna. Al nord limita amb Haltsu, a l'oest amb Larresoro, al sud amb Itsasu, Luhuso i Makea, mentre que a l'est limita amb la comuna de Hazparne.

## Població
| 1896                                                                   | 1901 | 1926 | 1936 | 1954 | 1962 | 1968 | 1975 | 1982 | 1990 | 1999 |
| ---------------------------------------------------------------------- | ---- | ---- | ---- | ---- | ---- | ---- | ---- | ---- | ---- | ---- |
| 2010                                                                   | 2118 | 2340 | 3324 | 4374 | 3519 | 4083 | 4146 | 4162 | 4128 | 4416 |
| A partir de 1962 es comptabilitzen únicament els habitants empadronats |      |      |      |      |      |      |      |      |      |      |

## Museu Edmond Rostand
Als afores de la localitat hi ha el museu dedicat a Edmond Rostand, una de les figures representatives de la Literatura francesa de finals del segle xix, creador del cèlebre personatge de Cyrano de Bergerac. El museu ocupa la vila Arnaga, una gran mansió d'estil neobasc dissenyada per l'arquitecte Joseph-Albert Tournaire entre 1903 i 1906 segons els desitjos de l'autor. Aquest, que va arribar a Kanbo per a seguir un tractament contra la pleuresia, va decidir establir la seva residència en la mansió entre 1906 i 1918, període durant el qual va escriure la peça teatral Chantecler. El mateix Edmond Rostand va decorar segons el seu propi disseny els interiors de les 40 estances de la mansió inspirant-se en estils diversos com l'anglès per al rebedor o el xinès per al fumatori.
El museu està envoltat d'un gran jardí en estil francès dotat d'una galeria pèrgola la silueta de la qual es veu reflectida en les aigües de l'estany. Des de dalt de la balconada, Rostand tenia per costum rebre els seus convidats sobre aquest jardí, tot recitant versos. La part posterior de la mansió es troba decorada per un jardí d'estil anglès. El 1960, l'ajuntament va decidir la compra de l'edifici per a dedicar-lo al museu Edmond Rostand i el 1992 Gérard Depardieu li va realitzar la donació de l'estatueta del premi César amb el qual havia estat guardonat per la seva interpretació en el film Cyrano de Bergerac. El museu va ser declarat Monument històric el 1995.

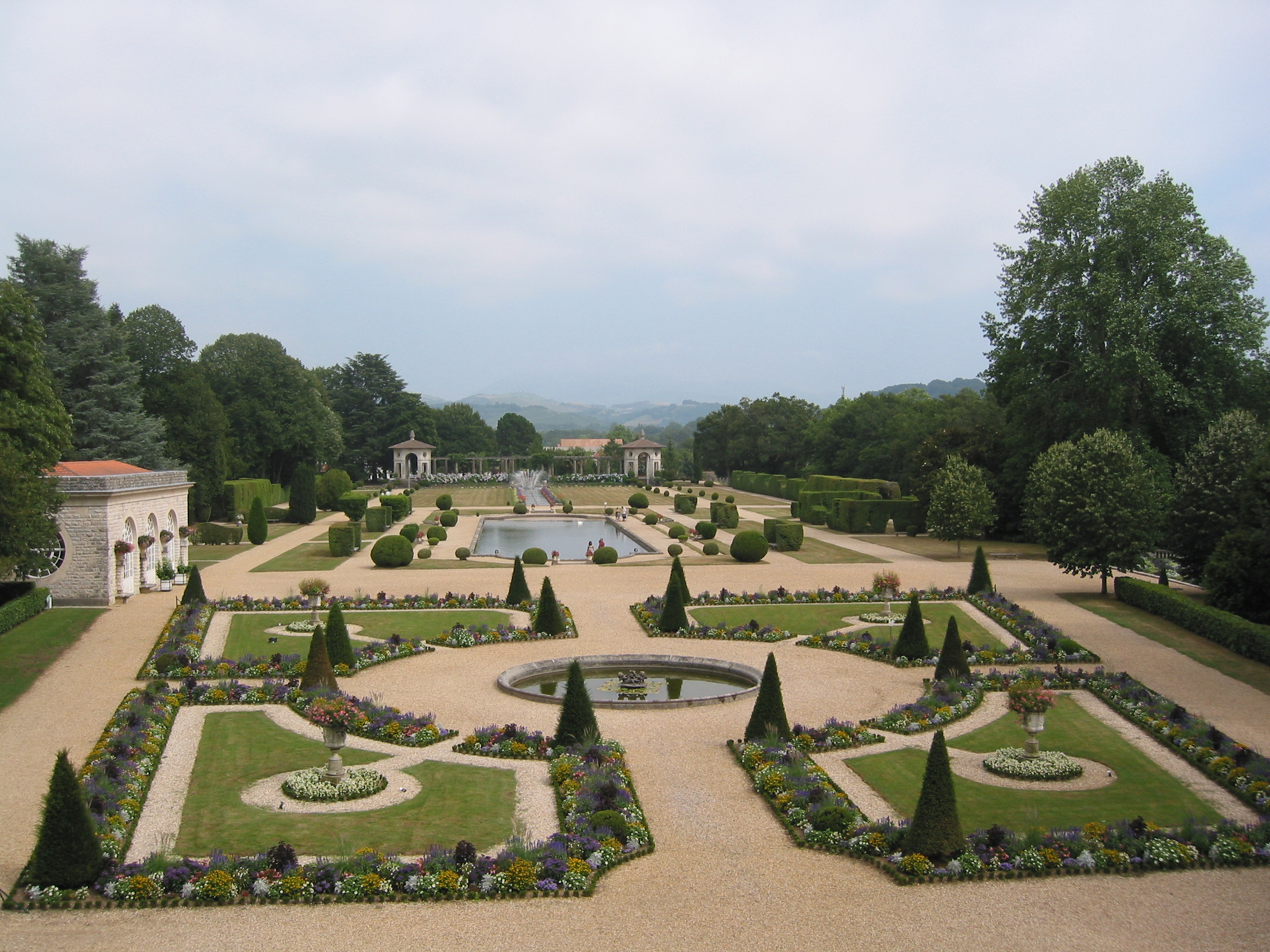
Museu Rostand, vista del jardí francès

## Estació termal de Kanbo
Kanbo alberga una estació termal que s'ha especialitzat en el tractament de malalties reumàtiques, de l'artrosi i altres malalties de l'aparell locomotor però també en el tractament de les vies respiratòries, otorrinolaringologia i pneumologia. L'edifici termal és d'estil neoclàssic envoltat d'un parc de 15 hectàrees.

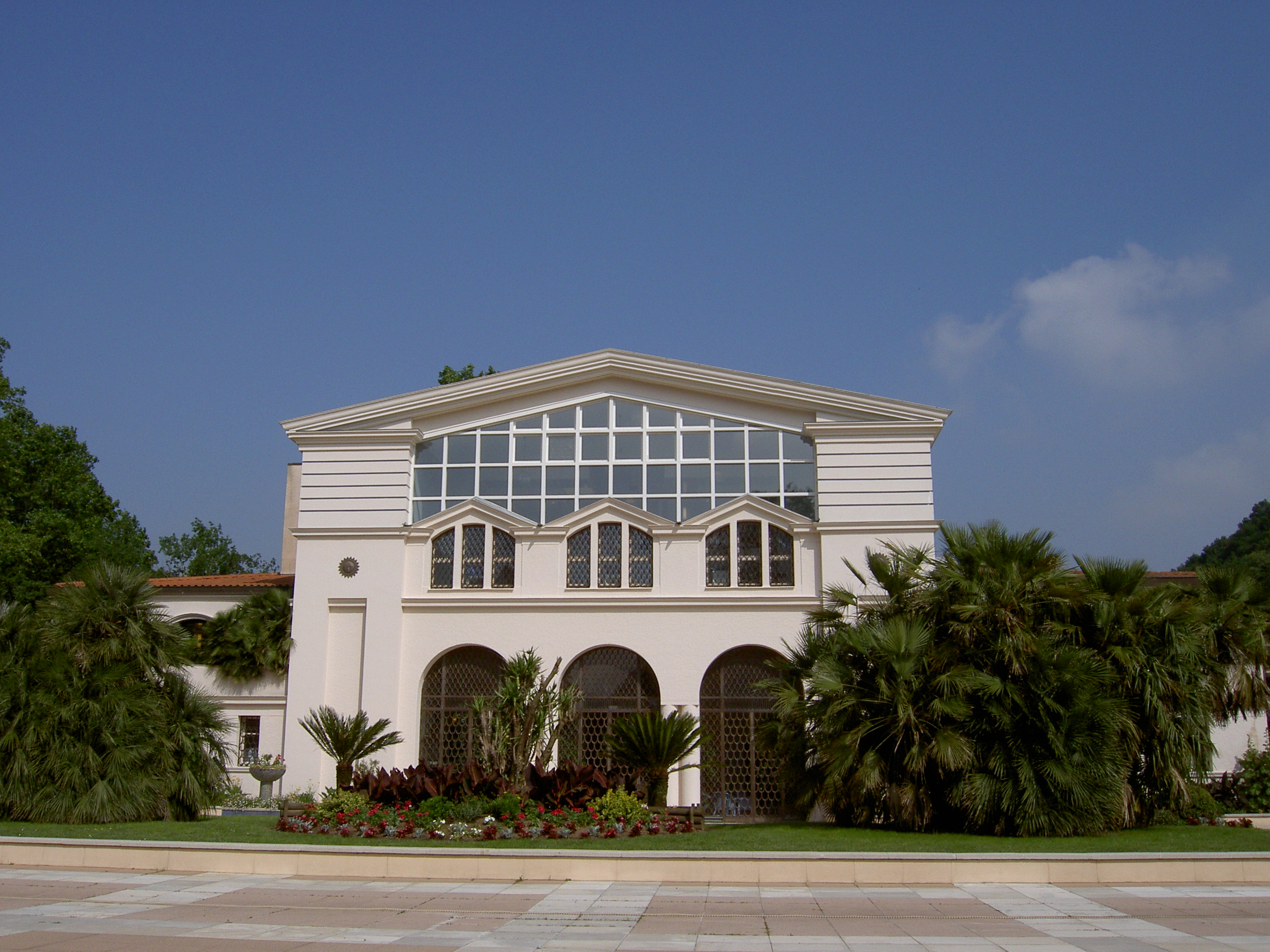
Edifici principal de les termes de Kanbo
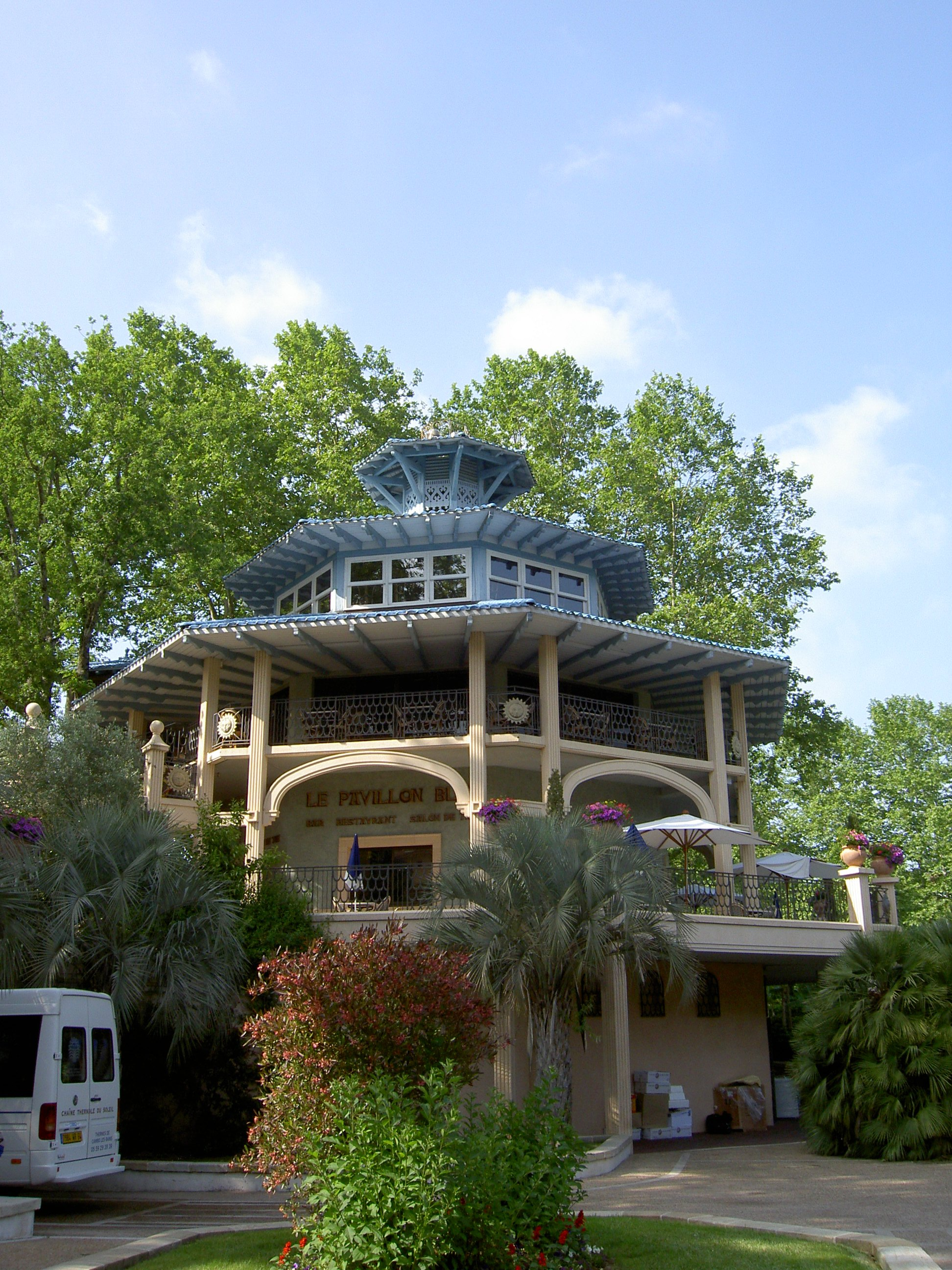
Restaurant termal
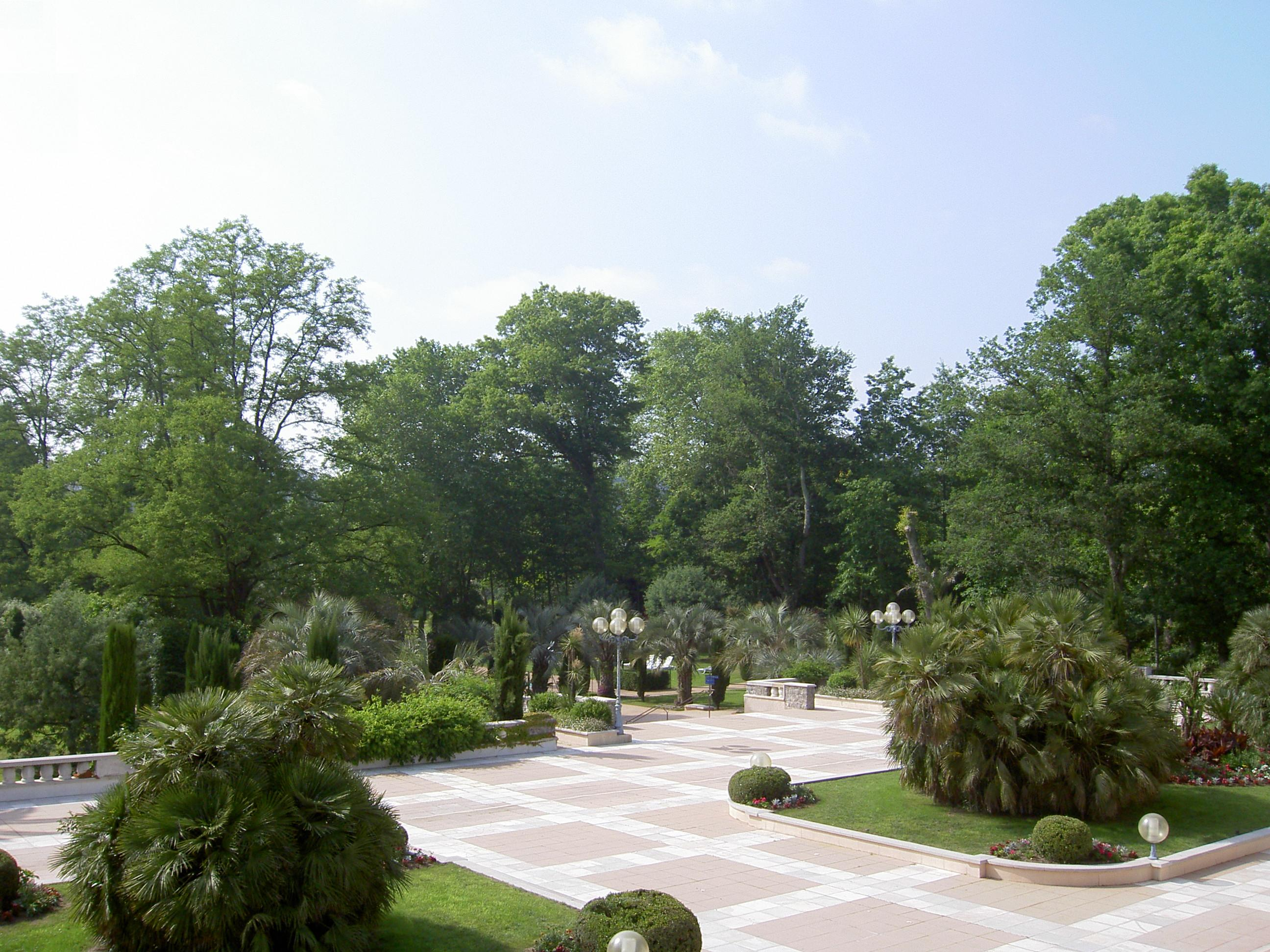
Jardins

## Personalitats de la localitat
Kanbo és la localitat natal de Joseph Apesteguy, conegut com a "Chiquito de Cambo", pelotari campió de França.
Han mort a Kanbo personatges com: 
- Sebastián Durón, compositor espanyol, el 3 d'agost de 1716.
- Charles Denis Bourbaki, general francès, el 27 de setembre de 1897.
- Isaac Albéniz, pianista i compositor català, el 18 de maig de 1909
- Eugène Rostand, advocat i economista pare d'Edmond Rostand, el 20 de gener de 1915
- La baronessa de Vaughan, amant del rei de Bèlgica, el 12 de febrer de 1948
- Paul Gadenne, escriptor, l'1 de maig de 1956
- Georges Bidault, polític francès, president del Conseil entre 1949 i 1950, el 25 de gener de 1983.